# Jean-Jacques Milteau

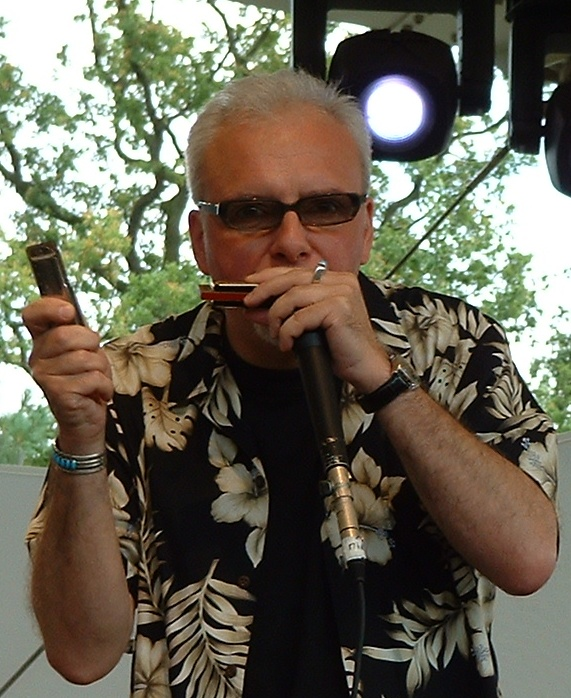
Jean-Jacques Milteau au Paris Jazz Festival 2006

Jean-Jacques Milteau (* 17. April 1950 in Paris) ist ein französischer Bluessänger und Mundharmonikaspieler.

## Leben
Milteau entdeckte die Bluesharmonika Mitte der 1960er-Jahre, als er Alben von Musikern wie Bob Dylan und den Rolling Stones hörte. Sein Interesse war geweckt und auf einer späteren Reise nach Amerika lernte er den traditionellen Blues kennen. Ende der 1970er-Jahre entschloss er sich mit Musik seinen Lebensunterhalt zu verdienen. Er spielte mit vielen französischen Sängern wie Yves Montand, Eddy Mitchell, Jean-Jacques Goldman, Maxime Le Forestier, Barbara, Charles Aznavour...
Sein Durchbruch als Solist in Frankreich erfolgte 1989 mit dem Album Blues Harp und vielen Konzerten mit US-amerikanischen Blues-Sängern wie Mighty Mo Rodgers, Demi Evans... Neben der Musik schrieb er auch Lehrbücher für die Mundharmonika.

## Diskografie

### Alben
- 1989: Blues Harp
- 1991: Explorer
- 1992: Le grand blues band et J.J. Milteau
- 1993: Live
- 1995: Routes
- 1996: Merci d'être venus
- 1998: Blues live
- 1999: Bastille blues
- 2000: Honky Tonk blues (live)
- 2001: Memphis mit Little Milton und Mighty Sam McClain
- 2003: Blue 3rd mit Gil Scott-Heron, Terry Callier, N’Dambi, Howard Johnson, Bobby Rangell, Benoît Sourisse, Manu Galvin, Zev Katz, Keith Carlock
- 2006: Fragile
- 2007: Live, Hot n'Blues (Universal) mit Demi Evans und Andrew Jones
- 2015: Lead Belly’s Gold mit Eric Bibb
- 2018: Harrison Kennedy, Jean-Jacques Milteau, Vincent Ségal: CrossBorder Blues (Naïve Records)

### Zusammenstellungen
- Bon Temps Rouler, Special Alligator – 2008
- Bon Temps Rouler, JJM’ Ideal Playlist – 2006
- Inspiration, 22 Rare Harmonica Performances – 2005
- Inspiration, 22 Great Harmonica Performances – 2002

### Für Kinder
- Manque pas d’air – 2000
- Léo découvre le Blues – 1997

### DVD
- J’apprends l’harmo avec J.J. Milteau – 2007